# 橋爪節也
橋爪 節也（はしづめ せつや、1958年 - ）は、日本の美術史家。大阪大学名誉教授。
近代大阪の美術が専門。弟は建築史家の橋爪紳也。大阪市中央区島之内生まれ。

## 略歴
- 1982年3月：東京芸術大学美術学部芸術学科卒業
- 1984年3月：東京芸術大学大学院美術研究科日本・東洋美術史専攻修士課程修了
- 1984年4月：東京芸術大学美術学部芸術学科非常勤講師
- 1985年4月：東京芸術大学美術学部附属古美術研究施設助手
- 1990年4月：大阪市教育委員会事務局社会教育部文化財保護課学芸員
- 1990年4月：大阪市立近代美術館（仮称）建設準備室主任学芸員
- 1998年4月：大阪市教育委員会事務局社会教育部文化財保護課主任学芸員
- 2002年4月：大阪市教育委員会事務局生涯学習部文化財保護課主任学芸員
- 2007年4月：大阪市ゆとりとみどり振興局文化部主任学芸員（博物館運営企画担当）
- 2008年4月：大阪大学総合学術博物館教授[2]。
- 2023年3月：大阪大学を定年退職[3]。

## 主要著作

### 単著
- 『モダン心斎橋コレクション：メトロポリスの時代と記憶』国書刊行会、2005年。ISBN 9784336047267
- 『橋爪節也の大阪百景』創元社、2020年。ISBN 9784422250885
- 『大正昭和レトロチラシ：商業デザインにみる大大阪』青幻舎、2020年。ISBN　978-4-86152-786-9
- 『翼のある大阪：近世近代美術史論集』創元社、2024年。ISBN　978-4-422-71029-7
- 『大大阪と画家たち』日本ヨーロッパ・芸術文化交流財団（発売：大阪大学出版会）、2024年。ISBN　978-4-87259-787-5

### 編著
- 『モダン道頓堀探検：大正、昭和初期の大大阪を歩く』創元社、2005年。ISBN 9784422250403
- 『大大阪イメージ：増殖するマンモス／モダン都市の幻像』創元社、2007年。ISBN 9784422250502
- 『映画「大大阪観光」の世界：昭和12年のモダン都市』大阪大学出版会〈大阪大学総合学術博物館叢書4〉、2009年。ISBN 9784872592146
- 『原寸復刻「浪花百景」集成』創元社、2020年。ISBN　978-4-422-71020-4

### 共編著
- 『天神祭』思文閣出版、2001年。ISBN 9784784210923
- 『大阪の橋ものがたり』（伊藤純・船越幹央・八木滋）創元社、2010年。ISBN 9784422250588
- 『書影でたどる関西の出版100：明治・大正・昭和の珍本稀書』創元社、2010年。ISBN 9784422201535
- 『森琴石作品集』（熊田司共編）東方出版、2010年。ISBN 9784862491671
- 『戦後大阪のアヴァンギャルド芸術：焼け跡から万博前夜まで』（加藤瑞穂共編著）大阪大学出版会〈大阪大学総合学術博物館叢書9〉、2013年。ISBN 9784872592191
- 『待兼山少年：大学と地域をアートでつなぐ《記憶》の実験室』（横田洋共編著）大阪大学出版会〈大阪大学総合学術博物館叢書12〉、2016年。ISBN 9784872595222
- 『精神と光彩の画家 中村貞夫：揺籃期から世界四大文明を超えて』（竹中哲也共編著）大阪大学出版会〈大阪大学総合学術博物館叢書15〉、2018年。ISBN 9784872595253
- 『写真アルバム 大阪市の昭和』樹林舎、2018年。ISBN 9784908436253
- 『EXPO'70 大阪万博の記憶とアート』（宮久保圭祐共編著）大阪大学出版会〈大阪大学総合学術博物館叢書18〉、2021年。ISBN　978-4-87259-528-4

### 監修
- 『はたらく浮世絵 大日本物産図会』青幻舎、2019年。ISBN 9784861527616